# Valle Potrerillos

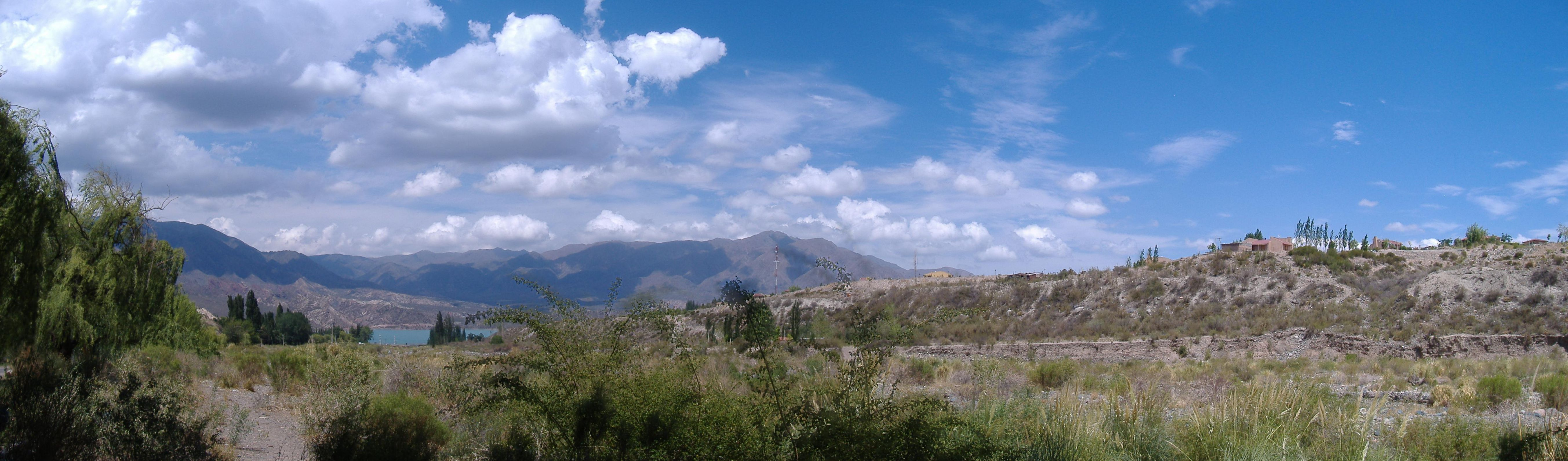
Vista del Valle de Potrerillos, Mendoza.

El valle Potrerillos es un valle de la cordillera de los Andes, que se encuentra en la provincia de Mendoza, Argentina. El valle está entre la precordillera y el Cordón del Plata, a una altitud de unos 1 400 m s. n. m., a unos 65 km de la ciudad de Mendoza. El valle es atravesado por los ríos Mendoza y Blanco.
La región es un sitio de paseo y esparcimiento. Posee gran cantidad de estancias, cámpines, y servicios turísticos. La pequeña población de Potrerillos sirve de base de las actividades por la zona.
El valle ha servido desde tiempos antiguos como ruta de los Incas en su paso a través de los Andes. 